# 穆罕默德·哈米德·伊斯兰
穆罕默德·哈米德·伊斯兰（1975年11月15日 -  ）是一名孟加拉国举重运动员，身高1.56米。2010年参加广州亚运会，以263千克的成绩获69公斤级比赛第十五名。